# Поле, Леон
Фридрих Леон По́ле (нем. Leon Pohle; 1 декабря 1841, Лейпциг— 27 февраля 1908, Дрезден) — германский художник, портретист и жанрист, также педагог.

## Биография
Родился в Лейпциге 1 декабря 1841 года. В 15-летнем возрасте стал студентом Дрезденской академии художеств. При поддержке своих преподавателей, в 1860 году стал учеником художника Жозефа ван Лериуса в Антверпене. Возвратившись в 1864 году в Германию, поселился в Веймаре, где стал учеником Фердинанда Паувелса в Великогерцогской саксонской художественной школе (нем. Großherzoglich-Sächsische Kunstschule Weimar) при Веймарском художественном училище. Летом 1866 года покинул мастерскую Паувелса и возвратился в свой родной город. После нескольких образовательных поездок по германским государствам, Бельгии и Франции стал в 1868 году свободным художником Веймара.
Последние годы провёл в Дрездене. В 1877 году Поль стал преподавателем Дрезденской академии художеств, затем — ординарным профессором. Получил титул гехаймрата.
Оставил должность профессора в 1903 году.
Скончался 27 февраля 1908 года. Был похоронен на дрезденском Троицком кладбище; могила не сохранилась.
Его ранние работы, написанные под влиянием педагогов, относились к жанровой живописи, позже он стал специализироваться в исторической живописи. В дрезденский период стал известен как портретист; наиболее известны его портреты художника Людвига Рихтера (в двух экземплярах, из которых один находился в Лейпцигском музее, а другой в Берлинской национальной галерее), географа Карла Готтлиба Пешеля (находился в Дрезденском музее) и скульптора Эрнста Хэнеля, а также короля и королевы Саксонских. Принимал участие в нескольких выставках Академии художеств, получив однажды золотую медаль. Из его жанровых произведений более всего известны картины «Гретхен перед ларчиком с драгоценностями» и «Элегия». Среди его учеников были художники Осмар Шиндлер
и  Георг Ян.